# NowSecure
NowSecure (anteriormente viaForensics) é uma empresa de segurança em dispositivos móveis com sede em Chicago que publica software de segurança para aplicativos e dispositivos móveis.

## Produtos
A NowSecure é a editora do NowSecure Forensics (anteriormente viaExtract), NowSecure Lab (anteriormente viaLab) e NowSecure Mobile Apps (anteriormente viaProtect). O NowSecure Forensics foi projetado para área forense para extrair artefatos de dispositivos móveis, aplicando recuperação de dados excluídos e pesquisa de dados. O NowSecure Lab é um software de verificação de vulnerabilidades de aplicativos móveis. O NowSecure Mobile é um scanner gratuito de vulnerabilidades orientado ao usuário final para iOS, Android e Blackphone.
Em 2014 e 2015, a PC Magazine premiou o viaProtect como sua "Escolha do Editor para Utilitários de Privacidade Android".